# Poussay
Pour les articles ayant des titres homophones, voir Poucet et Pousset.
Poussay est une commune française située dans le département des Vosges en région Grand Est.
Ses habitants sont appelés les Porsuavitains.

## Géographie

### Localisation
La commune de Poussay se trouve dans la région géographique de la plaine sous-vosgienne.

### Géologie et relief
Le site offre une multitude de paysages avec la vallée du Madon et ses nombreuses buttes témoins (monts). Le village est situé dans la vallée du Madon, à deux kilomètres au nord de la ville de Mirecourt, sur le sommet d’un coteau à trois cents mètres d’altitude sur la rive gauche du Madon. Il surplombe la rivière qui serpente au milieu d’une végétation riche et luxuriante... haies de saules, peupliers, aulnes.
Deux zones naturelles d'intérêt écologique, faunistique et floristique :
- Coteaux et vergers de Rouvres-en-Xaintois à Ramecourt[1].
- Vergers de Mirecourt[2].

### Hydrographie et les eaux souterraines
Hydrogéologie et climatologie : Système d’information pour la gestion des eaux souterraines du bassin Rhin-Meuse :
Territoire communal : Occupation du sol (Corinne Land Cover); Cours d'eau (BD Carthage),
Géologie : Carte géologique; Coupes géologiques et techniques,
 Hydrogéologie : Masses d'eau souterraine; BD Lisa; Cartes piézométriques.

#### Réseau hydrographique
La commune est située dans le bassin versant du Rhin au sein du bassin Rhin-Meuse. Elle est drainée par le Madon, le ruisseau de Juvaincourt, le ruisseau des Pierres, le ruisseau du Val d'Arol et le ruisseau des Vrayes,.
Le Madon, d'une longueur totale de 96,9 km, prend sa source dans la commune de Vioménil et se jette dans la Moselle à Pont-Saint-Vincent, après avoir traversé 47 communes.

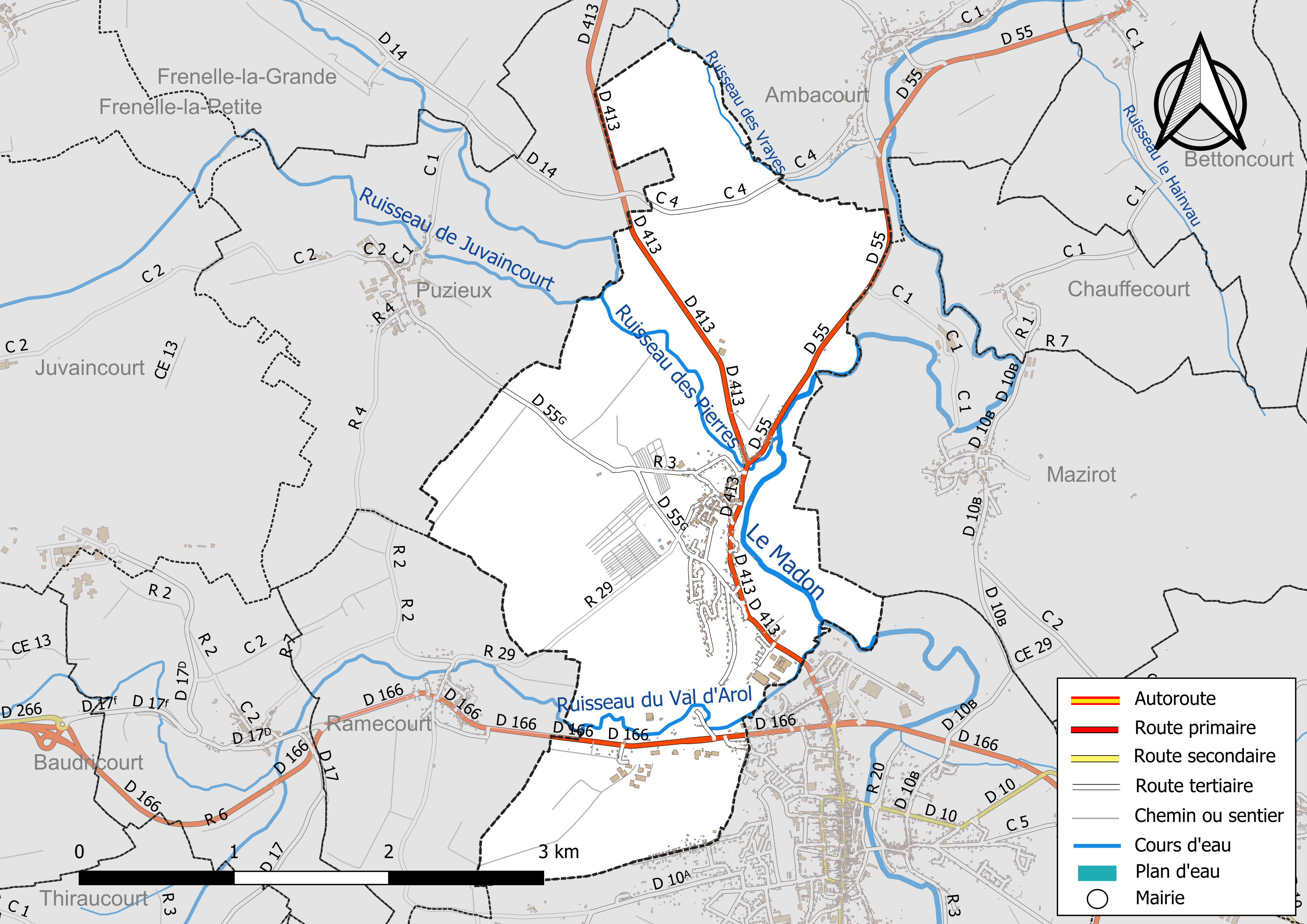
Réseaux hydrographique et routier de Poussay.

Le ruisseau de Juvaincourt, d'une longueur totale de 10,5 km, prend sa source dans la commune d'Oëlleville et se jette dans le ruisseau des Pierres en limite du territoire communal et de Puzieux, après avoir traversé six communes.
Le ruisseau des Pierres, d'une longueur totale de 12,9 km, prend sa source dans la commune de Courcelles et se jette dans le Madon sur la commune, après avoir traversé six communes.
Le Val d'Arol, d'une longueur totale de 13,9 km, prend sa source dans la commune de Domjulien et se jette dans la Madon à Marcheprime, après avoir traversé neuf communes.

#### Gestion et qualité des eaux
Le territoire communal est couvert par le schéma d'aménagement et de gestion des eaux (SAGE) « Nappe des Grès du Trias Inférieur ». Ce document de planification, dont le territoire comprend le périmètre de la zone de répartition des eaux de la nappe des Grès du trias inférieur (GTI), d'une superficie de 1 497 km2, est en cours d'élaboration. L’objectif poursuivi est de stabiliser les niveaux piézométriques de la nappe des GTI et atteindre l'équilibre entre les prélèvements et la capacité de recharge de la nappe. Il doit être cohérent avec les objectifs de qualité définis dans les SDAGE Rhin-Meuse et Rhône-Méditerranée. La structure porteuse de l'élaboration et de la mise en œuvre est le conseil départemental des Vosges.
La qualité des eaux de baignade et des cours d’eau peut être consultée sur un site dédié géré par les agences de l’eau et l’Agence française pour la biodiversité.

### Climat
Pour des articles plus généraux, voir Climat du Grand Est et Climat des Vosges.
En 2010, le climat de la commune est de type climat des marges montargnardes, selon une étude du Centre national de la recherche scientifique s'appuyant sur une série de données couvrant la période 1971-2000. En 2020, Météo-France publie une typologie des climats de la France métropolitaine dans laquelle la commune est dans une zone de transition entre le climat océanique altéré et le climat océanique altéré et est dans la région climatique  Lorraine, plateau de Langres, Morvan, caractérisée par un hiver rude (1,5 °C), des vents modérés et des brouillards fréquents en automne et hiver.
Pour la période 1971-2000, la température annuelle moyenne est de 9,8 °C, avec une amplitude thermique annuelle de 16,9 °C. Le cumul annuel moyen de précipitations est de 888 mm, avec 12,5 jours de précipitations en janvier et 9,9 jours en juillet. Pour la période 1991-2020, la température moyenne annuelle observée sur la station météorologique de Météo-France la plus proche, « Mirecourt-inra », sur la commune de Mirecourt à 2 km à vol d'oiseau, est de 10,4 °C et le cumul annuel moyen de précipitations est de 824,3 mm. 
La température maximale relevée sur cette station est de 39,5 °C, atteinte le 25 juillet 2019 ; la température minimale est de −19,5 °C, atteinte le 20 décembre 2009,,.
Les paramètres climatiques de la commune ont été estimés pour le milieu du siècle (2041-2070) selon différents scénarios d'émission de gaz à effet de serre à partir des nouvelles projections climatiques de référence DRIAS-2020. Ils sont consultables sur un site dédié publié par Météo-France en novembre 2022.

## Urbanisme

### Typologie
Au 1er janvier 2024, Poussay est catégorisée bourg rural, selon la nouvelle grille communale de densité à sept niveaux définie par l'Insee en 2022.
Elle appartient à l'unité urbaine de Mirecourt, une agglomération intra-départementale regroupant quatre  communes, dont elle est une commune de la banlieue,,. Par ailleurs la commune fait partie de l'aire d'attraction de Mirecourt, dont elle est une commune du pôle principal,. Cette aire, qui regroupe 33 communes, est catégorisée dans les aires de moins de 50 000 habitants,.

### Occupation des sols
L'occupation des sols de la commune, telle qu'elle ressort de la base de données européenne d’occupation biophysique des sols Corine Land Cover (CLC), est marquée par l'importance des territoires agricoles (73,6 % en 2018), une proportion sensiblement équivalente à celle de 1990 (73,7 %). La répartition détaillée en 2018 est la suivante : 
terres arables (41,7 %), prairies (31,8 %), forêts (14,5 %), zones urbanisées (10,3 %), zones industrielles ou commerciales et réseaux de communication (1,6 %), zones agricoles hétérogènes (0,1 %). L'évolution de l’occupation des sols de la commune et de ses infrastructures peut être observée sur les différentes représentations cartographiques du territoire : la carte de Cassini (XVIIIe siècle), la carte d'état-major (1820-1866) et les cartes ou photos aériennes de l'IGN pour la période actuelle (1950 à aujourd'hui).

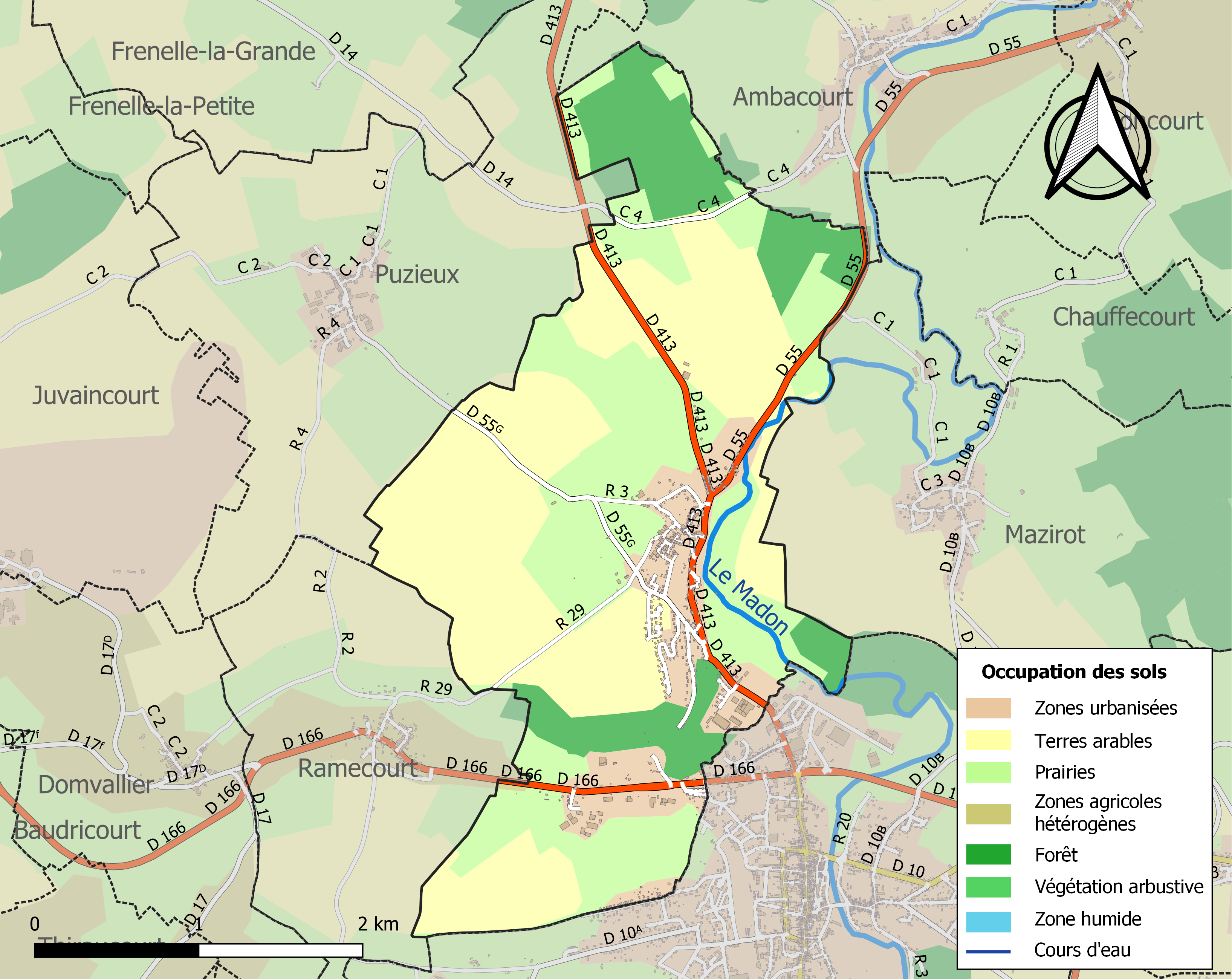
Carte des infrastructures et de l'occupation des sols de la commune en 2018 (CLC).

### Voies de communications et transports

#### Voies routières
- A31 (aussi appelée autoroute de Lorraine-Bourgogne). Échangeur Châtenois[22].

#### Transports en commun
- Fluo Grand Est.

#### Lignes SNCF
- Gare de Charmes
- Gare d'Épinal
- Gare de Vittel

#### Transports aériens
- L'Aéroport d'Épinal-Mirecourt « Vosges Aéroport ».

À partir de l'été 2021, l’aéroport d’Épinal-Mirecourt est devenu le "pélicandrome" de la Zone Est et servira ainsi de base de ravitaillement et d’intervention pour les avions bombardiers d’eau connus sous le nom de Dash 8.

## Toponymie
Le nom de la localité est attesté sous les formes latinisées Portus suavis (1051) ; Portutiavis monialis (1127) ; Portusuavi (1290) et romanes Porces (XIIe siècle) ; Porcez (1267) ; Porsé (1271) ; Porcei (1274) ; Pourceix (1298) ; Pourceis (1302) ; Pourcés (1317) ; Poursés (1332) ; Pourcez (1344) ; Porsei (1366) ; Poursas (1477) ; Pourxay (vers 1550) ; « Jehan Willaume dict de Pouxey, demeurant à Mirecourt » (1582) ; L’église de Port-Sas, dit par le vulgaire Port-Souef (1633) ; Port-Suave, appelé par les originaires Port-Sas (1633) ; Poursais (1656) ; Poursays (XVIIe siècle) ; Poussey, Pousset (1707) ; Poussais ou Portsas (1711) ; Poussey (1753) ; Poussay ou Porsas (1768).

De l’oil port et l,adjectif soef, soes, souiez qui peut se traduire par « port doux, agréable », sur le Madon.

## Histoire
Chaque époque a laissé sa trace. Ainsi se côtoient une ancienne voie romaine, un ancien cimetière mérovingien  et un village dévoilant son histoire à chaque pas. Un crâne mérovingien fût découvert à Poussay en 1910 et étudié par le Dr Voinot.
Berthold, évêque de Toul de 996 à 1019, avait fondé là un monastère de religieuses bénédictines. Ce fut la quatrième fondation de ce genre en Lorraine, après Remiremont, Épinal et Bouxières-aux-Dames; elle devint par la suite le Chapitre de Poussay.
Le village dépendait du chapitre des chanoinesses de Poussay qui fut fondé au XIe siècle par Hermann, évêque de Toul. Celui-ci comprenait à l’époque moderne une abbesse, une doyenne et quinze chanoinesses. Il y avait par ailleurs quatre chanoines-chapelains.
Le chapitre avait à Poussay les haute, moyenne et basse justices.
En 1208, le duc Ferry II publie des lettres portant qu’ayant différend avec les dames de Poussay au sujet de la haute justice qu’il prétendait avoir dans ce lieu, il déclare n’y avoir aucun droit, excepté le cas criminel de mort.
En 1331, Philippe de Valois, roi de France, prend sous sa sauvegarde la ville de Poursas, moyennant que chacun feu paiera par an au chastel de Monteclaire 12 parisis au jour de Saint-Remy. En 1345, sur les remontrances qui lui avaient été adressées par le duc Raoul, Philippe de Valois révoqua et annula la protection qu’il avait accordée à ceux de Poursez et les quitta de la rente qu’ils lui devaient à cause de cette sauvegarde.
Dans ce village, dressé sur un éperon calcaire qui domine la vallée du Madon et que traverse la route de Nancy, Montaigne séjourna lorsqu’il s’était rendu à Plombières, puis en Italie ; il rendit visite aux religieuses le 15 septembre 1580.
Dès juillet 1598, sous l'impulsion de saint Pierre Fourier et grâce à Mesdames Catherine de Fresnel et Judith d’Aspremont, dames chanoinesses du chapitre, Poussay accueillit la première école pour filles « tant pauvres que riches ». La Bienheureuse Alix Le Clerc et ses compagnes enseignaient gratuitement aux jeunes filles les principes d'une bonne éducation. Bientôt toute la Lorraine se couvrit d'un réseau de petites écoles...
Poussay appartenait au bailliage de Mirecourt.
L’église, dédiée à saint Maurice, était le chef-lieu d’un des doyennés de l’archidiaconé de Vosges
au diocèse de Toul, dit doyenné de Porsas. La cure était à la collation du chapitre de Poussay.
L’église a été construite en 1757.
La construction de la mairie date de 1842 ; l’école des garçons, installée dans une maison de
l’abbaye, remonte à 1720. L’école des filles a été construite en 1771.
Le hameau des Maisons-Rouges dépendait de Poussay jusqu’au 23 décembre 1832 où une ordonnance l’a rattaché à Mirecourt.
| Blason | Blasonnement : D'or, au portail d'église mouvant de la pointe de sinople. Commentaires : Ce blason est celui de l'ancienne abbaye de Poussay, il a été adopté par la commune en 1866. |

## Politique et administration

### Découpage territorial
Poussay fait partie de la communauté de communes de Mirecourt Dompaire.
Par arrêté préfectoral du 15 septembre 2023, la commune est retirée le 1er janvier 2024 de l'arrondissement d'Épinal et rattachée à l'arrondissement de Neufchâteau.

### Liste des maires
| Période                                  | Période    | Identité                     | Étiquette | Qualité                                        |
| ---------------------------------------- | ---------- | ---------------------------- | --------- | ---------------------------------------------- |
| Les données manquantes sont à compléter. |            |                              |           |                                                |
| mars 1983                                | mars 2001  | Georges Schuller (1929-2022) |           |                                                |
| mars 2001                                | mai 2013   | Jean Demard (1944-2013)      |           | Enseignant retraité. Décédé en cours de mandat |
| juin 2013                                | avril 2014 | Philippe Larcher             | SE        |                                                |
| avril 2014                               | mai 2017   | André Ithier                 | SE        | Démissionnaire pour raison de santé            |
| juin 2017                                | En cours   | Philippe Larcher             | SE        | [ 30 ]                                         |

### Budget et fiscalité 2023

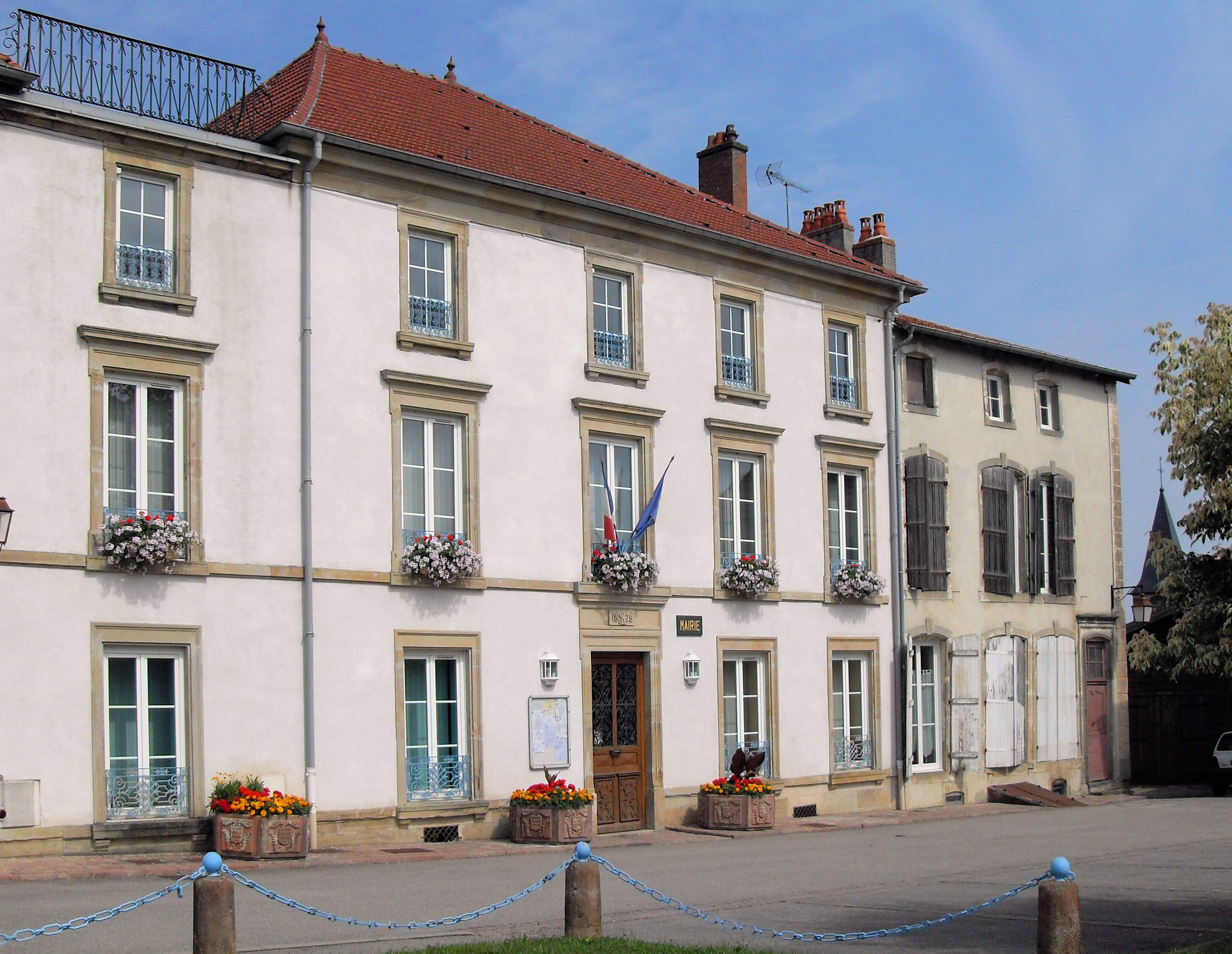
La mairie.

En 2023, le budget de la commune était constitué ainsi :
- total des produits de fonctionnement : 1 055 000 €, soit 1 516 € par habitant ;
- total des charges de fonctionnement : 1 134 000 €, soit 1 629 € par habitant ;
- total des ressources d'investissement : 519 000 €, soit 746 € par habitant ;
- total des emplois d'investissement : 582 000 €, soit 836 € par habitant ;
- endettement : 269 000 €, soit 1 387 € par habitant.

Avec les taux de fiscalité suivants :
- taxe d'habitation : 21,69 % ;
- taxe foncière sur les propriétés bâties : 40,76 % ;
- taxe foncière sur les propriétés non bâties : 29,63 % ;
- taxe additionnelle à la taxe foncière sur les propriétés non bâties : 0,00 % ;
- cotisation foncière des entreprises : 0,00 %.

Chiffres clés Revenus et pauvreté des ménages en 2021 : médiane en 2021 du revenu disponible, par unité de consommation : 23 890 €.

## Économie

### Entreprises et commerces

#### Commerces
- Commerces et services de proximité[33].

## Population et société

### Démographie

#### Évolution démographique
L'évolution du nombre d'habitants est connue à travers les recensements de la population effectués dans la commune depuis 1793. Pour les communes de moins de 10 000 habitants, une enquête de recensement portant sur toute la population est réalisée tous les cinq ans, les populations de référence des années intermédiaires étant quant à elles estimées par interpolation ou extrapolation. Pour la commune, le premier recensement exhaustif entrant dans le cadre du nouveau dispositif a été réalisé en 2007.

En 2022, la commune comptait 660 habitants, en évolution de −5,44 % par rapport à 2016 (Vosges : −2,96 %, France hors Mayotte : +2,11 %).
| 1793 | 1800 | 1806 | 1821 | 1831 | 1836 | 1841 | 1846 | 1856 |
| ---- | ---- | ---- | ---- | ---- | ---- | ---- | ---- | ---- |
| 499  | 517  | 572  | 522  | 619  | 587  | 643  | 652  | 602  |

| 1861 | 1866 | 1876 | 1881 | 1886 | 1891 | 1896 | 1901 | 1906 |
| ---- | ---- | ---- | ---- | ---- | ---- | ---- | ---- | ---- |
| 600  | 626  | 568  | 543  | 542  | 507  | 497  | 507  | 536  |

| 1911 | 1921 | 1926 | 1931 | 1936 | 1946 | 1954 | 1962 | 1968 |
| ---- | ---- | ---- | ---- | ---- | ---- | ---- | ---- | ---- |
| 616  | 548  | 575  | 541  | 518  | 507  | 494  | 457  | 462  |

| 1975 | 1982 | 1990 | 1999 | 2006 | 2007 | 2012 | 2017 | 2022 |
| ---- | ---- | ---- | ---- | ---- | ---- | ---- | ---- | ---- |
| 498  | 786  | 810  | 733  | 726  | 725  | 716  | 689  | 660  |

### Enseignement
Établissements d'enseignements :
- Écoles maternelles et primaires à Poussay, Mirecourt, Mattaincourt, Baudricourt.
- Collèges à Mirecourt, Dompaire, Charmes, Vézelise, Vittel.
- Lycées à Mirecourt, Mandres-sur-Vair, Harol, Contrexéville.

### Santé
Professionnels et établissements de santé :
- Médecins à Mirecourt, Mattaincourt, Diarville, Remoncourt, Dompaire, Charmes.
- Pharmacies à Mirecourt, Mattaincourt, Diarville, Remoncourt, Dompaire, Charmes.
- Hôpitaux à Mirecourt, Mattaincourt, Charmes, Ville-sur-Illon.

### Cultes
- Culte catholique, Paroisse Saint-Pierre-Fourier[40], Diocèse de Saint-Dié.

## Lieux et monuments

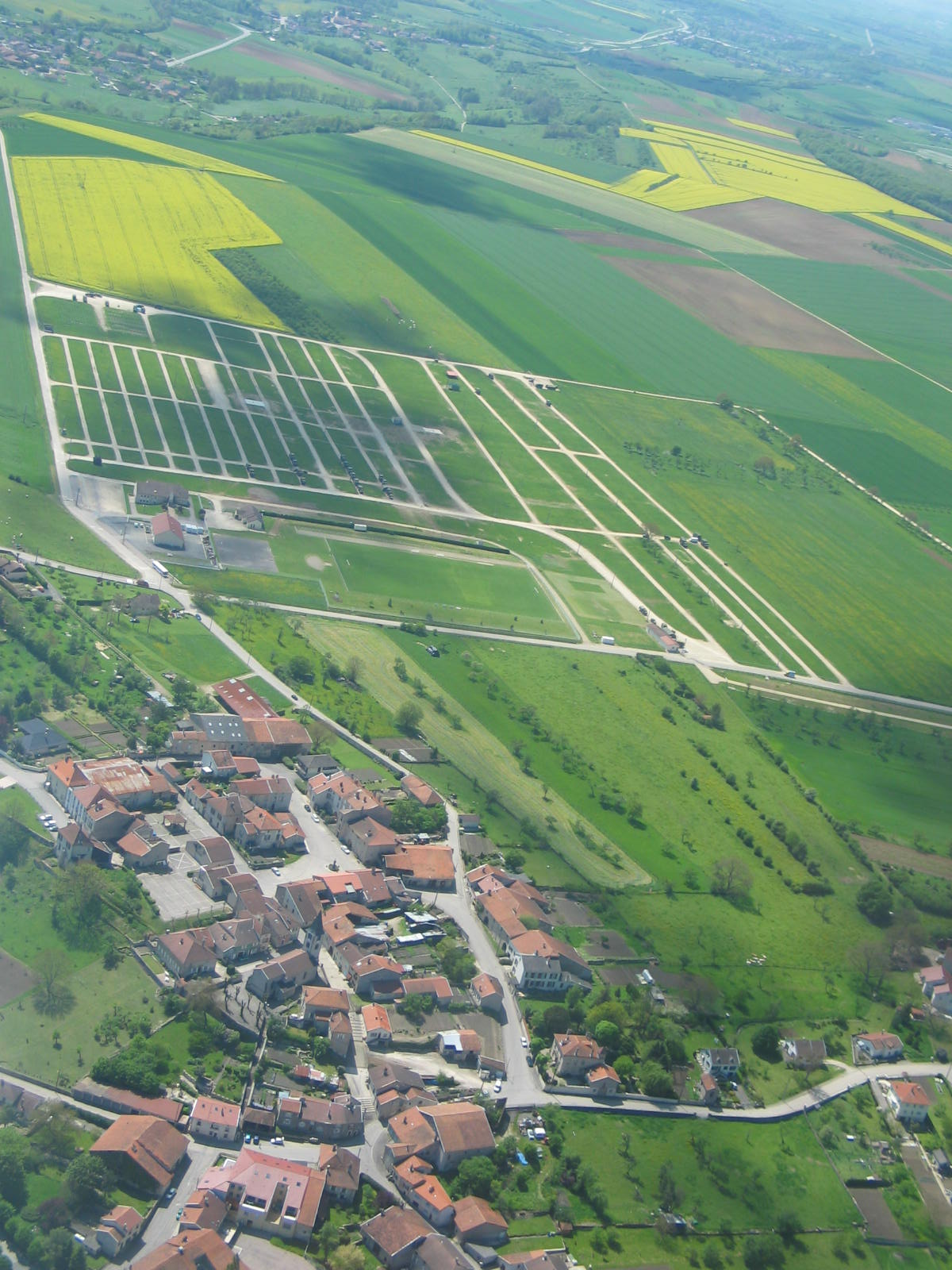
Poussay et son champ de foire
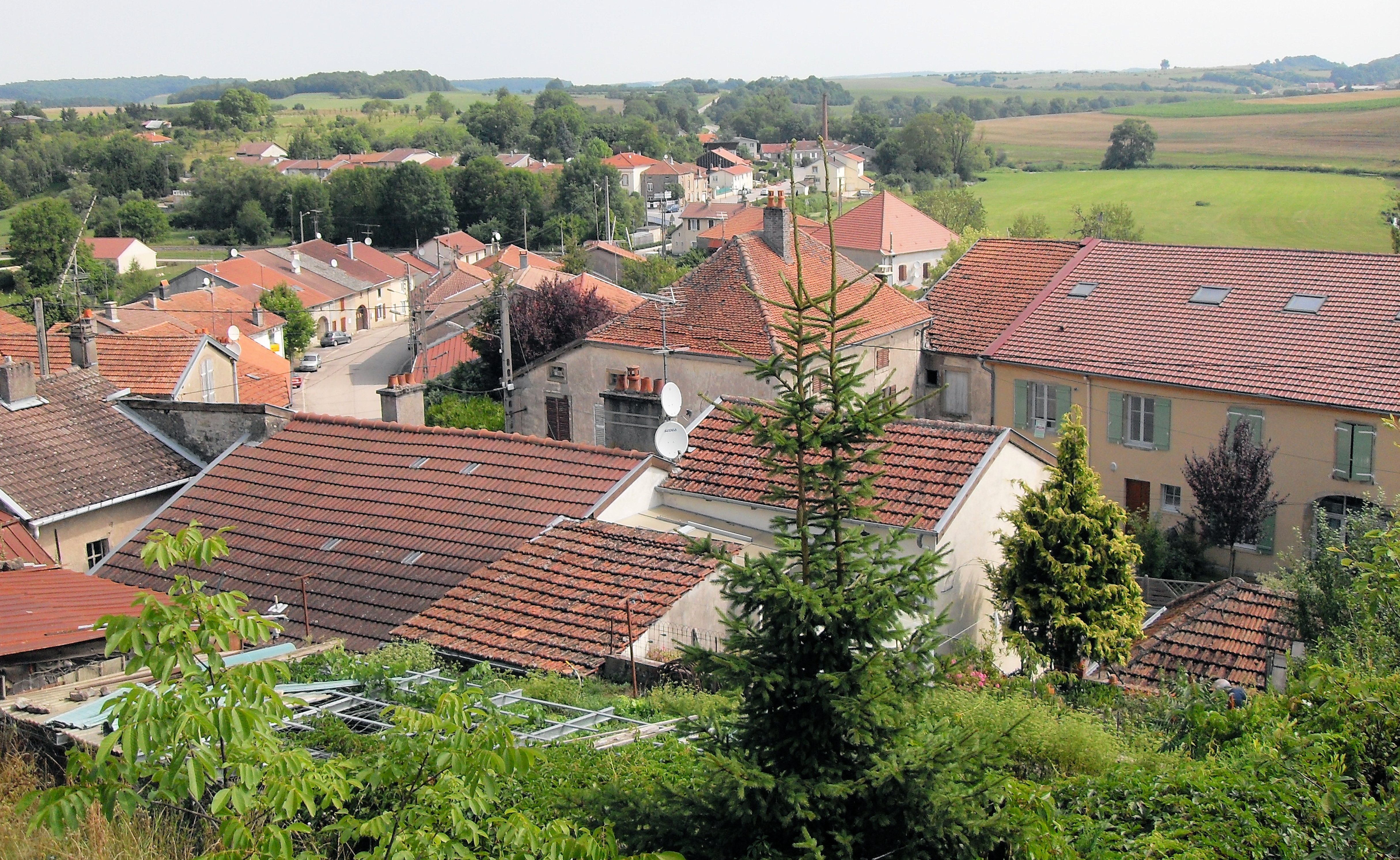
Bas du village.
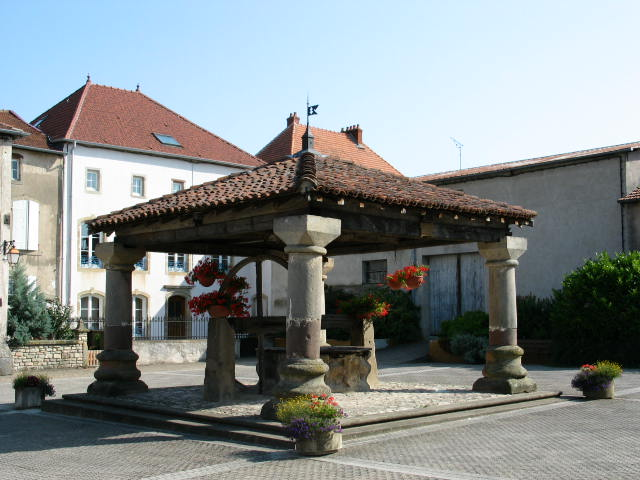
Le puits de Poussay.
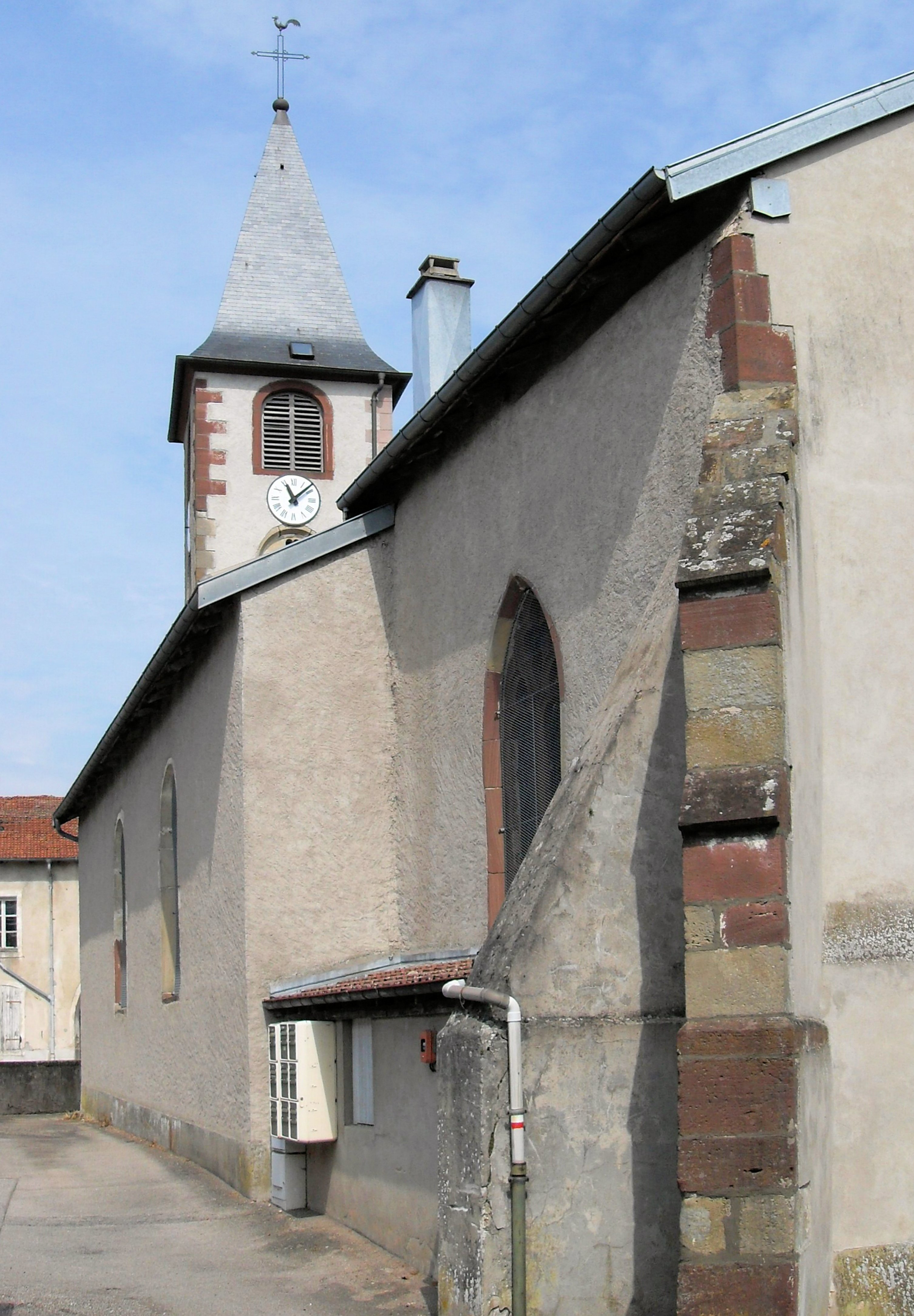
L'église, côté sud.
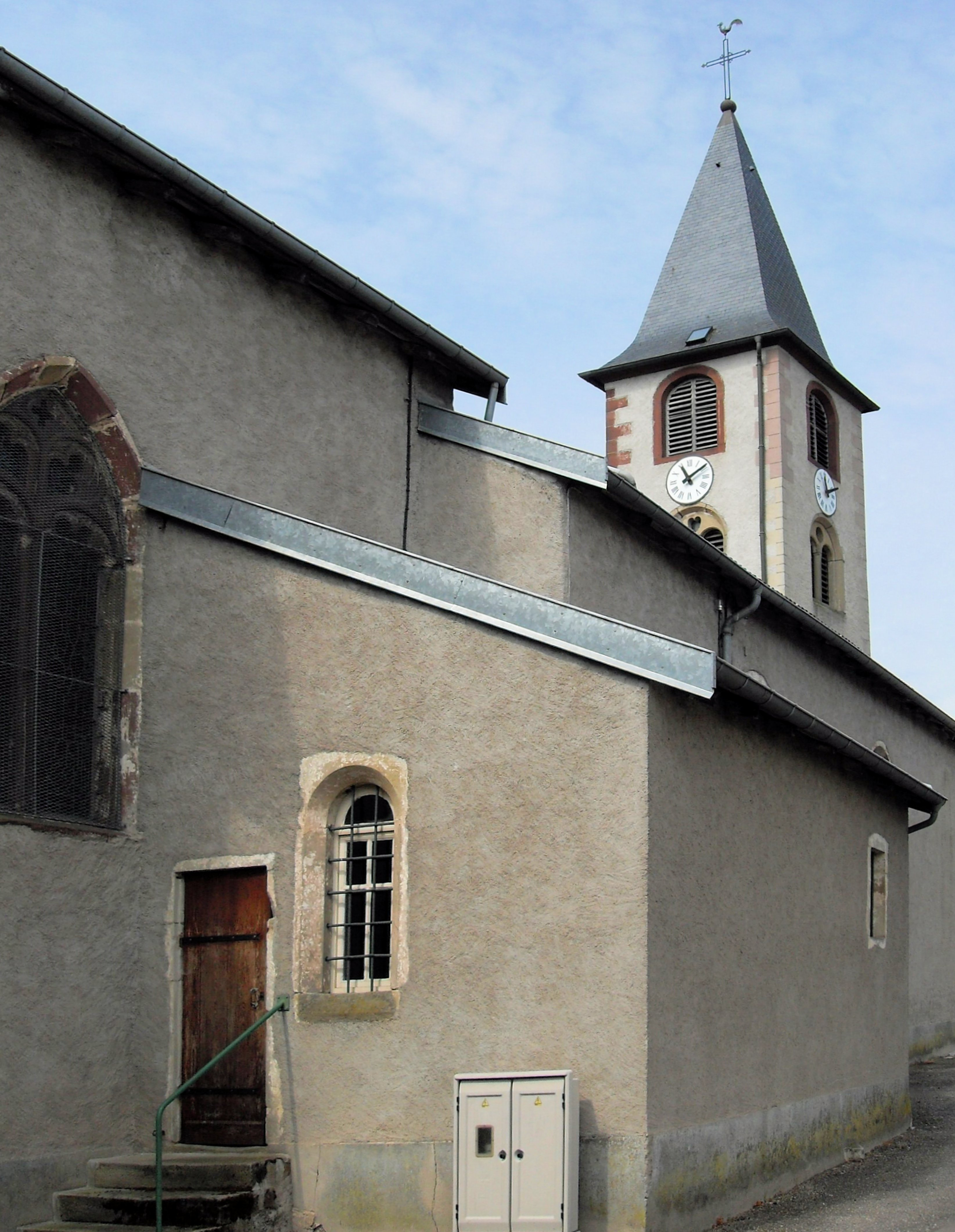
L'église, côté nord.

- Le puits de Poussay est le grand trésor local : il remonte au XIIe siècle avec un ensemble urbain d'une grande authenticité. Il est inscrit monument historique par arrêté du 3 mars 1926[41].
- Née au XVIe siècle (1598) de la volonté des dames du chapitre vosgien de Poussay, la foire de Poussay est actuellement la troisième foire agricole de France. Elle se déroule le week-end le plus proche du 23 octobre (auparavant, la date était fixée immuablement audit 23 octobre) et accueille plus de mille exposants (agriculteurs et camelots).
- La maison Sonrier[42] : le sonrier était l’économe de l’Abbaye. La famille possède le portrait de Pierre Fourier (saint de Mattaincourt, originaire de Mirecourt). On a découvert ce portrait caché dans un mur sans doute au temps de la Révolution. Sur les murs extérieurs de la maison, on peut voir un cadran solaire et des armoiries.
- Allée des Dames : certains tilleuls sont très vieux. À droite, en montant, le jardin de l’abbesse. Un peu plus loin, l’esplanade qui domine le ravin.
- Restes de l’église abbatiale.
- Monument aux morts[43].
- Église paroissiale actuelle. Le chœur est l’ancienne chapelle Saint-André. On peut y voir[44],[45] :

1. un tableau représentant le pape Léon IX donnant les bulles à la première abbesse bénédictine[46] ;
2. une statue polychrome de la Vierge[47] ;
3. une statue de saint Claude, très vénéré dans la région au XVIe siècle[46];
4. une statue de sainte Anne, en pierre[48] ;
5. une statue saint Maurice[49];
6. une statue Vierge de Pitié[50],[51];
7. plaque funéraire, avec une inscription funéraire de Louise de Chauvirai, chanoinesse[52].
8. relief Saint Georges[53]

- L'arbre de Sainte Menne, route de Puzieux. Très abimé par la tempête de 1999, il a été cloné[54].

## Animation
Depuis 1598, la foire de Poussay reste la 3e foire agricole de France, après celles de Beaucroissant (38) et de Lessay (50). L'édition 2012 (414e du nom) a accueilli près de 1 300 exposants (marché aux bestiaux, matériel agricole et camelots) et plus de 150 000 visiteurs. C'est aussi la plus grosse braderie du Grand-Est.

## Personnalités liées à la commune
- Sainte Menne (IVe siècle)
- Alix Le Clerc (1576-1622), religieuse.
- Isabelle de Ludres (1642-1726), surnommée La Chanoinesse de Poussay, maîtresse de Louis XIV.
- Louis Charles Antoine Desaix, général français.
- Sébastien Gérardin (1751-1816), naturaliste, devenu chanoine de Poussay en 1790.
- Thomas Nicolas Colin, ouvrier mécanicien, militant ouvrier[56].
- Le personnage de Poussey Washington dans Orange Is The New Black (saison 4, épisode 3) dit tenir son nom de la ville de Poussay.